# Die Farbe des Granatapfels
Die Farbe des Granatapfels, Originaltitel: Նռան գույնը (Nran Guyne), Саят-Нова (Sayat Nova), ist ein sowjetischer Spielfilm, der in Armenien unter der Regie von Sergei Paradschanow im Jahr 1969 gedreht wurde.

## Handlung
Diese ungewöhnliche Filmbiografie des armenischen Musikers Sayat Nova, der im 18. Jahrhundert lebte, besteht aus 8 Kapiteln, die seine Lebensstationen mit Hilfe von stark surrealistischen Tableaus darstellen. Gesprochen wird kaum, das meiste an Worten findet sich in den Zwischentiteln, die in ihrer lyrischen Unklarheit kaum einen inhaltlichen Sinnzusammenhang hervorbringen. Trotzdem ist eine gewisse Linie zu erkennen: Sie verfolgt den Dichter und Sänger von seiner Kindheit bis zum Tod am Ende des Films. Hierbei gibt es viele stets wiederkehrende Elemente, wie verfallene Klosterruinen; zerfledderte alte Bücher; Waschungen, Schlachtungen, Nahrungsaufnahme; alte christliche Bräuche; Schmerz und Tod; Sinnlichkeit sowohl in der Kunst als auch in der Brutalität des elenden Lebens; Heiligenbilder; usw. Alle diese Bilder dringen tief in die christlich-orientalische Kultur Armeniens ein, sind sorgsam und streng zusammengestellt und ihr Inhalt erstrahlt in den Farben von Blut. Dazu gehören auch Szenen, in denen Schafe geschlachtet und Hühner in den letzten Zuckungen, da ihnen soeben der Kopf abgeschnitten wurde, auf den Boden geworfen werden. Dazwischen sieht man die starren, müden und hypnotisierten Gesichter der Menschen, deren Körper sich in rätselhaften Posen dehnen und zerren. Es erklingen ständig Klagegesänge und karge Geräusche aus Handwerk und Natur. Es ist ein beeindruckender Film, in dem die Bilder das Sagen haben.

## Produktion und Veröffentlichung
Der Farbfilm hatte im Oktober 1969 in Jerewan (Armenien) unter dem Titel Nran Guyne und am 29. August 1970 unter dem Titel Саят-Нова in Moskau Premiere. In der Sowjetunion hatte er über 1,1 Millionen Zuschauer.
In Deutschland erfolgte die erste Aufführung im Herbst 1984. Am 29. Juni 1988 wurde der Film im BR-Fernsehen ausgestrahlt.
In der DDR wurde der Film das erste Mal nachweisbar am 11. Oktober 1988 im Berliner Kino Babylon im Rahmen des Programms des Studiokino Camera gezeigt.

## Kritik
Das Lexikon des internationalen Films schreibt, dass dies ein gleichzeitig spielerisches und ernsthaftes Experiment im Umgang mit Bild und Ton sei. Lange Jahre in der Sowjetunion verboten, zähle der Film inzwischen zu den bemerkenswertesten Beispielen des jüngeren sowjetischen Films.

## Zitate
- „‚Die Farbe des Granatapfels‘ von Paradschanow ist nach meiner Auffassung einer der besten zeitgenössischen Filme, der mit Perfektion und Schönheit beeindruckt.“ (Michelangelo Antonioni)[3]